# Claudia Raia
Maria Cláudia Motta Raia, née le 23 décembre 1966 à Campinas, dans l'État de São Paulo, est une actrice brésilienne de théâtre, de cinéma et de télévision.

## Biographie
Elle a remporté plusieurs récompenses.

## Filmographie
- Salve Jorge (2012) : Lívia Marini
- Retrato Falhado (2011) : Kelly
- Ti Ti Ti (2010) TV : Jaqueline Maldonado
- A Grande Família (2010) TV : Vania Lira
- Os Normais 2 : A Noite Mais Maluca de Todas (2009) : Débora
- A Favorita (2008) TV : Donatella Fontini
- Sete Pecados (2007-2008) TV : Agatha
- Belíssima (2005-2006) TV : Safira Güney
- Mad Maria (2005) TV : Tereza
- Xuxa Abracadabra (2003) : Madrasta
- Os Normais (2001-2003) TV : Michelle
- O Beijo do Vampiro (2002) TV : Mina de Montmartre
- As Filhas da Mãe (2001) TV : Ramona Cavalcante
- Sai de Baixo (1999-2000) TV : Petúnia Baleeiro
- Brava Gente (2000) TV : Karla
- Terra Nostra (1999) TV : Hortência
- Você Decide (1993-1999) TV
- Tour de Babel (1998) TV : Ângela Vidal
- A Comédia da Vida Privada (1995) TV
- A Próxima Vítima (1995) TV : Wedding Victim
- Engraçadinha... Seus Amores e Seus Pecados (1995) TV : Engraçadinha
- Deus Nos Acuda (1992) TV : Maria Escandalosa
- Matou a Família e Foi ao Cinema (1991) : Márcia
- Rainha da Sucata (1990) TV : Adriana Ross
- Boca de Ouro (1990)
- Kuarup (1989) : Sônia
- TV Pirata (1988) TV : Tonhão/Mulher Maravilha
- Sassaricando (1987) TV : Tancinha
- O Outro (1987) TV : Edwiges
- Cida, a Gata Roqueira (1986) TV : Cida
- Roque Santeiro (1985) TV : Ninon
- Viva o Gordo (1981) TV

## Théâtre
| Année   | Production                            | Rôle                                         |
| ------- | ------------------------------------- | -------------------------------------------- |
| 1983    | A Chorus Line                         | Sheila                                       |
| 1985    | Gatão de Estimação                    |                                              |
| 1988    | Splish Splash                         |                                              |
| 1989    | A Pequena Loja de Horrores            | Productrice de la pièce                      |
| 1991    | Não Fuja da Raia                      | Várias                                       |
| 1993    | Nas Raias da Loucura                  |                                              |
| 1996    | Caia na Raia                          |                                              |
| 1999    | 5X Comédia                            |                                              |
| 2000    | O Beijo da Mulher-Aranha              | Mulher-Aranha                                |
| 2004    | Batalha de Arroz num Ringue para Dois |                                              |
| 2006–07 | Sweet Charity                         | Charity Valentine                            |
| 2009–10 | Pernas Pro Ar                         | Helô                                         |
| 2011–13 | Cabaret                               | Sally Bowles / Productrice de la pièce       |
| 2013–14 | Crazy for You                         | Polly Baker                                  |
| 2015    | Chaplin, O Musical                    | Productrice de la pièce                      |
| 2015–16 | Raia 30                               | Ela Mesma / Várias personagens               |
| 2017    | Cantando na Chuva                     | Lina Lamont / Productrice de la pièce        |
| 2017    | Fala Sério, Gente!                    | Productrice de la pièce                      |
| 2018    | Chaplin, O Musical                    | Productrice de la pièce                      |
| 2019    | Concerto pour deux                    | Divers personnages / Productrice de la pièce |